# فيلهلم الخامس، دوق بافاريا
فيلهلم الخامس (بالألمانية: Wilhelm V von Bayern)‏ (29 سبتمبر 1548 - 7 فبراير 1626) كان دوق بافاريا منذ عام 1579 حتى 1597 بعد تنازله لأبنه ماكسيمليان الأول، وقضى ما تبقى من حياته التالية في الدير حتى وفاته.